# Tenedero
Se llama tenedero al lugar o paraje donde hay fondo adecuado para fondear y aguantarse las embarcaciones. De aquí viene el llamar a veces al tenedero fondeadero o hacer equivalentes a ambas voces. 
También se llama así a la calidad misma de dicho fondo considerada con la mayor o menor tenacidad o adherencia de las partes que lo componen. Así se dice fondo de buen o mal tenedero según que las anclas se agarren o mantengan mal en el que se trata. En el mismo sentido, se suele llamar también asidero o  agarradero y antiguamente, tenezón.